# サン・カンツィアン・ディゾンツォ
サン・カンツィアン・ディゾンツォ（伊: San Canzian d'Isonzo）は、イタリア共和国フリウリ＝ヴェネツィア・ジュリア州ゴリツィア県にある、人口約6,000人の基礎自治体（コムーネ）。

## 名称
標準イタリア語以外では以下の名称を持つ。
- ヴェネト語ビシアカリア方言 (it) : Sancansiàn[5]

## 地理

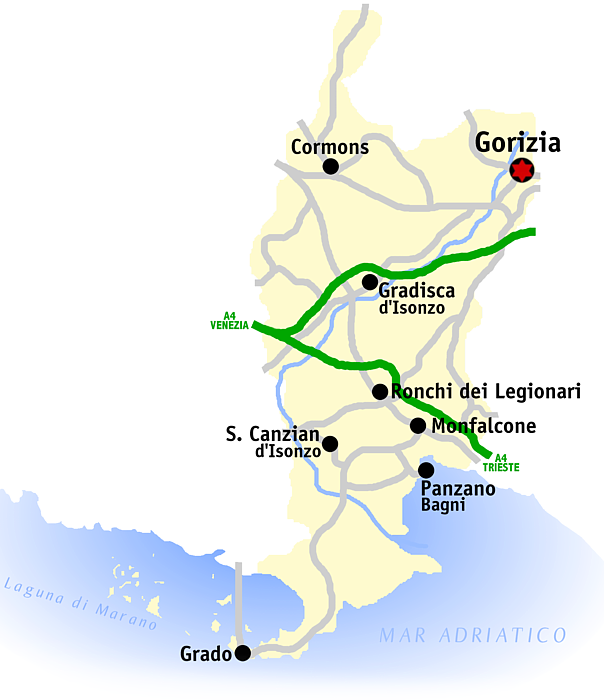
ゴリツィア県概略図

### 位置・広がり
ゴリツィア県南部、ビシアカリア地方 (it:Bisiacaria) に属するコムーネである。サン・カンツィアン・ディゾンツォの集落はイゾンツォ川左岸（東岸）に位置し、モンファルコーネの西6km、県都ゴリツィアの南西20km、州都トリエステの北西29km、ウーディネの南南東35kmにある。
コムーネの領域はイゾンツォ川下流域に広がっており、その面積はビシアカリア地方では最大である。また、西にウーディネ県と接する。

#### 隣接コムーネ
隣接コムーネは以下の通り。括弧内のUDはウーディネ県所属を示す。。
| - ロンキ・デイ・レジョナーリ - 北 - スタランツァーノ - 東 - グラード - 南 - フィウミチェッロ・ヴィッラ・ヴィチェンティーナ (UD) - 西 - トゥッリアーコ - 北西 |

### 気候分類・地震分類
サン・カンツィアン・ディゾンツォにおけるイタリアの気候分類 (it) および度日は、zona E, 2250 GGである。
また、イタリアの地震リスク階級 (it) では、zona 3 (sismicità bassa) に分類される。

### 主要な集落
人口の多くはコムーネ北部に居住する。サン・カンツィアン・ディゾンツォ（San Canzian d'Isonzo）の本村の北西にはピエリス（Pieris）、北東にはベリアーノ（Begliano）の集落があり、ピエリスはトゥッリアーコと、ベリアノはレ・ジャーレ（ロンキ・デイ・レジョナーリの一部）と、それぞれ市街地が連続している。なお、コムーネの役場はピエリスにある。
イゾンツォ川右岸（南岸）にも、イーゾラ・モロシーニ（Isola Morosini）やテッラノーヴァ（Terranova）などの集落がある。

## 歴史
先史時代から人々が定住していたと考えられ、最も古い遺物としてケルト人のブローチが出土している。
ローマ時代にこの地に町が存在したことは史料から確認できる。アクイレイアとイストリア半島を結ぶゲミナ街道 (Via Gemina) はこの地を通過しており、Aquae Gradatae と呼ばれていた。
304年、キリスト教の聖人カンティウス (Cantius) がこの地で殉教を遂げた。町の名はこの聖人の名にちなんでいる。

## 社会

### 人口

#### 居住地区別人口
国立統計研究所（ISTAT）は居住地区（Località abitata）別の人口として以下を掲げている。統計は2001年時点。
| 地区名               | 標高 | 人口  | 備考                                             |
| -------------------- | ---- | ----- | ------------------------------------------------ |
| SAN CANZIAN D'ISONZO | 1/13 | 5,808 |                                                  |
| BEGLIANO             | 10   | 983   | ロンキ・デイ・レジョナーリの Le Giare 地区に連続 |
| ISOLA MOROSINI       | 4    | 83    |                                                  |
| PIERIS *             | 8    | 2,567 | トゥッリアーコの Turriaco 地区に連続             |
| SAN CANZIAN D'ISONZO | 6    | 1,779 |                                                  |
| Amministrazione      | 4    | 11    |                                                  |
| Marcorina I          | 5    | 26    |                                                  |
| Marcorina II         | 2    | 7     |                                                  |
| Paradiso             | 5    | 25    |                                                  |
| Rondon               | 1    | 15    |                                                  |
| Terranova            | 1    | 87    |                                                  |
| Zoccato              | 5    | 23    |                                                  |
| Case Sparse          | -    | 203   |                                                  |

ISTATは人口統計上、家屋密度の高い centro abitato （居住の中心地区）、密度の低い nucleo abitato （居住の核となる地区）、まとまった居住地区を形成していない case sparse （散在家屋）の区分を用いている。上の表で地名がすべて大文字で示されているものが centro abitato である。「*」印が付されているのは、コムーネの役場・役所 la casa comunale の置かれている地区である。

## 交通
コムーネの北隣のロンキ・デイ・レジョナーリにはフリウリ＝ヴェネツィア・ジュリア空港がある。

### 鉄道
- ヴェネツィア＝トリエステ線 (it:Ferrovia Venezia-Trieste)

### 道路
国道
- SS14 (it:Strada statale 14 della Venezia Giulia)

## 人物

### 著名な出身者
- ファビオ・カペッロ（1946年生まれ） - サッカー選手・監督